# Universal design

Universal Design, in italiano Progettazione Universale, con la variante correlata Progettazione per tutti (in Inglese Design for All), è il termine internazionale con cui ci si riferisce a una metodologia progettuale di moderna concezione e ad ampio spettro che ha per obiettivo fondamentale la progettazione e la realizzazione di edifici, prodotti e ambienti che siano di per sé accessibili a ogni categoria di persone, al di là dell'eventuale presenza di una condizione di disabilità (persone con disabilità).
Il termine universal design è stato coniato dall'architetto Ronald L. Mace dell'Università statale della Carolina del Nord assieme ad un gruppo di collaboratori, per descrivere il concetto di progettazione ideale di tutti i prodotti e gli ambienti artificiali, tali che siano piacevoli e fruibili per quanto possibile da chiunque, indipendentemente dall'età, dalla capacità e/o dalla condizione sociale.
L'universal design è emerso dai concetti, leggermente anteriori, di senza barriere (barrier-free), dal più ampio movimento dell'accessibilità e dalla tecnologia adattiva e assistiva, cercando inoltre di fondere l'estetica a queste considerazioni di base. Mentre l'aspettativa di vita si alza e le scienze mediche migliorano il tasso di sopravvivenza dei pazienti con lesioni significative, malattie e difetti congeniti, vi è in parallelo un crescente interesse per la progettazione universale. Ci sono molti settori in cui il design universale sta avendo una forte penetrazione di mercato, ma ci sono molti altri in cui non è ancora stato adottato in ampia misura. Il design universale viene anche applicato alla progettazione della tecnologia, dell'istruzione, dei servizi, e del più ampio spettro di prodotti e ambienti.

## Esempi comuni
Un esempio comune è costituito dai cordoli ribassati o dalle rampe di accesso ai marciapiedi, che abbattono le barriere architettoniche e risultano essenziali per le persone su sedia a rotelle, ma che possono essere utilizzate anche da tutti. Piatti di ceramica di colori a contrasto con bordi alti che aiutano le persone con problemi visivi o di destrezza sono un altro esempio. Ci sono anche i mobili con ripiani estraibili, piani cucina ad altezze diverse per esaudire le diverse necessità e posture. Nel campo dei mezzi di trasporto pubblico del mondo, vi sono gli autobus a pianale ribassato che si abbassano per portarsi al livello del suolo ed eliminare il relativo divario, o sono dotati di rampe di accesso piuttosto che di costosi sistemi montascale. L'universal design è stato inoltre applicato dalla scienza dell'apprendimento per la creazione di ambienti flessibili nell'ambito della progettazione universale per l'apprendimento.

## I 7 principi di base
L'applicazione dei concetti ai principi della progettazione universale, secondo il Centro ricerche dell'Università statale della Carolina del Nord, considera i seguenti 7 principi fondamentali:
- Principio 1 - Equità - uso equo: utilizzabile da chiunque.
- Principio 2 - Flessibilità - uso flessibile: si adatta a diverse abilità.
- Principio 3 - Semplicità - uso semplice ed intuitivo: l'uso è facile da capire.
- Principio 4 - Percettibilità - il trasmettere le effettive informazioni sensoriali.
- Principio 5 - Tolleranza all'errore - minimizzare i rischi o azioni non volute.
- Principio 6 - Contenimento dello sforzo fisico - utilizzo con minima fatica.
- Principio 7 - Misure e spazi sufficienti - rendere lo spazio idoneo per l'accesso e l'uso.

Questi principi sono più ampi di quelli alla base della progettazione accessibile a tutti e senza barriere e sono stati elaborati per essere applicati nel numero più ampio possibile di settori, quindi dall'edilizia ai trasporti ma anche dall'informatica alle tecnologie, dall'ambiente di lavoro alle attività turistiche e sportive e così via.

## Esempi
- Pavimenti e piani di accesso lisci, ingressi senza gradini e/o scale
- Asperità delle superfici che richiedano uno sforzo minimo per la relativa percorribilità
- Superfici che siano stabili, solide e con antiscivolo
- Porte interne, corridoi e ripostigli più larghi e con almeno 60x60 cm di spazio di manovra
- Spazi funzionali per affrontare e utilizzare gli elementi e relativi componenti
- Maniglie a leva per l'apertura delle porte, piuttosto che pomelli lisci e scivolosi
- Singolo azionamento con il pugno chiuso della mano per leveraggi e chiusure di sicurezza per allarmi e antincendio
- Componenti che non richiedano la presa con le dita a pinza o torsione del polso
- Componenti che richiedano meno di 2,5 kg di forza per operare o essere azionati
- Interruttori della luce con grandi pulsanti piani, piuttosto che piccoli interruttori a levetta
- Pulsanti e altri comandi che possono essere riconosciuti al tatto
- Illuminazione più alta e adeguata, soprattutto per le lampade da tavolo e per la lettura
- Comunicazioni audio adeguate e associate ad informazioni visibili su schermi
- Maggiore visibilità di informazioni con associata ridondanza audio
- Maggiore contrasto visivo su pannelli e indicazioni
- L'uso di grafiche intuitive (ideogrammi) con associate descrizioni di testo
- Chiari metodi di indicazione visuali per limitare dipendenza da fonti audio
- Controllo agevole del volume e della velocità di riproduzione in sistemi audio/video
- Scelta della lingua in strumenti a sintesi vocale
- Rampe di accesso nelle piscine
- Sottotitoli nei programmi televisivi
- Percorsi luminosi in ambienti bui o scarsamente illuminati
- Pagine Web che forniscono un testo alternativo per descrivere le immagini
- Istruzioni che forniscono informazioni sia a voce che video
- Etichette apposte sui pulsanti di controllo di attrezzature stampate con caratteri maggiorati
- Un museo che permette ai visitatori di scegliere di ascoltare o leggere le descrizioni

## Standard di progettazione
Negli Stati Uniti d'America nel 1961, è stato pubblicato il primo standard di progettazione senza barriere denominato American National Standard A117.1. È stato il primo standard per presentare i criteri per la progettazione di strutture e programmi per l'uso di persone disabili. La ricerca è iniziata nel 1949 presso l'Università dell'Illinois a Urbana-Champaign e si è conclusa nel 1986. Questo standard è stato adottato dal governo federale degli Stati Uniti nel 1984 per UFAS e poi nel 1990 per l'ADA. Una norma simile stesa nei primi anni 1970 è stato sviluppato da Selwyn Goldsmith nel Regno Unito, che conteneva grandi quantità di dati e studi empirici delle persone con disabilità. Entrambi gli standard sono eccellenti risorse per il progettista. L'ergonomia per disabilità inoltre dovrebbe essere insegnato a progettisti, ingegneri, dirigenti non-profit per favorire la comprensione di ciò che rende un ambiente completamente sostenibile e funzionale per le persone con disabilità.
Nell'ottobre 2003, i rappresentanti di Cina, Giappone e Corea del Sud si sono incontrati a Pechino e hanno convenuto di istituire una commissione per definire standard comuni di design per una vasta gamma di prodotti e servizi che sono facili da capire e da utilizzare. Il loro obiettivo è quello di pubblicare una norma del 2004 che comprende, tra gli altri settori, le norme sui contenitori e le confezioni di prodotti per la casa (sulla base di una proposta da parte di esperti in Giappone), e la standardizzazione dei segnali per spazi pubblici, un tema che è stato di particolare interesse in Cina che all'epoca si preparava ad ospitare le Olimpiadi del 2008.
L'Organizzazione internazionale per la normazione, il Comitato europeo di normazione elettrotecnica, e la Commissione Elettrotecnica Internazionale hanno messo a punto:
- CEN / CENELEC Guide 6. Linee guida per gli sviluppatori di standard per rispondere alle esigenze degli anziani e delle persone con disabilità (identica alla ISO/IEC Guide 71)

Queste norme sono ancora in fase di sviluppo:
- ISO 20.282-1 - La facilità d'uso di prodotti di uso quotidiano - Parte 1: Contesto di impiego e caratteristiche degli utenti
- ISO 20.282-2 - La facilità d'uso di prodotti di uso quotidiano - Parte 2: Metodo di prova

## Design for All
Il termine Design for All (DfA) (Progettare per tutti) è usato per descrivere una filosofia progettuale e promuovere l'utilizzo di prodotti, servizi e sistemi da quante più persone possibile, senza necessità di adattamento. Design for All è il design per la diversità umana, l'inclusione sociale e l'uguaglianza (EIDD Dichiarazione di Stoccolma, 2004). Secondo la Commissione europea "incoraggia i produttori e i fornitori di servizi alla produzione di nuove tecnologie per tutti: tecnologie che sono studiate tanto per gli anziani e le persone con disabilità, quanto per la techno tendenza degli adolescenti". L'origine del Design for All si indirizza nel campo della accessibilità senza barriere per persone con disabilità e la più ampia nozione di progettazione universale.

### Storia
Il Design for All è stato messo in luce in Europa dalla Commissione europea nella ricerca di una società più user-friendly in Europa. Design for All è di assicurare che gli ambienti, prodotti, servizi e interfacce di lavoro per persone di tutte le età e abilità nelle diverse situazioni e in diverse circostanze.
Design for All è diventato una questione di importanza rilevante a causa dell'invecchiamento della popolazione e la sua composizione sempre più multi-etnica. Ne consegue un approccio di mercato e può raggiungere un mercato più ampio. Facile da usare, accessibile, prodotti e servizi facilmente fruibili migliorano la qualità della vita di tutti i cittadini. Il Design for All permette l'accesso all'ambiente costruito, a servizi e prodotti di facile utilizzo, e non sono solo per il fattore della qualità, ma per una necessità per le sempre più numerose persone anziane o disabili. Considerare il Design for All nelle prime fasi del processo di progettazione è più conveniente che fare modifiche dopo che i prodotti sono già sul mercato. Ciò si ottiene attraverso l'individuazione e il coinvolgimento degli utenti ("stakeholders") nei processi decisionali che portano alla stesura del pre-progetto e nell'educazione pubblica e privata dei vari settori da parte dei responsabili delle decisioni in relazione ai benefici che derivano dal fare un uso coerente di Progetto (per tutti) in una vasta gamma di situazioni socio-economiche.

### Esempi di DfA
I seguenti esempi di progettazione per tutti sono stati presentati nel libro Diseños para todos (Progetti per tutti) pubblicato nel 2008 dalla Optimastudio con il sostegno del Ministero spagnolo della Pubblica Istruzione, Affari Sociali e Sport (IMSERSO) e CEAPAT:
- Q-Drums (Cilindro rollabile per acqua)[7]
- Velcro
- Spazzolino elettrico
- Pavimentazione tattile
- Porta automatica
- Autobus a pianale ribassato
- Trolley (valigia con ruote)
- Cannuccia flessibile
- Google
- Audiolibro

### Design for All nelle Tecnologie dell'Informazione e della Comunicazione (ICT)
I criteri di Progettazione per tutti sono volti a garantire che tutti possano partecipare nel mondo dell'informatica. L'Unione europea fa riferimento a questo con i termini eInclusion e eAccessibilità. Viene proposto un approccio a tre vie: i generi che possono essere accessibili da quasi tutti i potenziali utenti senza modifiche o, in mancanza, i prodotti sono adattabili facilmente alle diverse esigenze, o mediante interfacce standardizzate che possono essere utilizzabili semplicemente usando tecnologie di adattamento e/o integrazione. A tal fine, i produttori e i fornitori di servizi, in particolare, ma non esclusivamente, producono e offrono, nel campo delle Tecnologie dell'informazione e della comunicazione (TIC), nuove tecnologie, prodotti, servizi e applicazioni per tutti.

## Free-barrier concept
L'applicazione del concetto senza barriere in inglese free-barrier concept significa costruire o modificare edifici, strutture, mezzi di trasporto ecc. in modo che possano essere utilizzati dalle persone fisicamente svantaggiate e disabili. Il termine è usato principalmente in Giappone e nei paesi non di lingua inglese (ad esempio tedesco: Barrierefreiheit; finlandese: rakentamisen Esteettömän), mentre nei paesi di lingua inglese, termini quali "accessibilità " e "portatori di handicap" sono di regolare uso quotidiano. Un esempio di progettazione accessibile a tutti è l'installazione di una rampa per le sedie a rotelle adiacente o il rendere accessibili i passaggi con misure adeguate al transito con sedie a rotelle. Nel caso di edifici di nuova costruzione, tuttavia, l'idea di modifica senza barriere è stato ampiamente superato dal concetto di progettazione universale, che mira a progettare le cose per essere quindi fin dall'inizio di facile accesso e fruibilità. È stato ampiamente dimostrato che tali concetti sono di grande utilità e in molti casi essenziali anche per la fruibilità da parte di persone non disabili in situazioni di momentanea disabilità ma anche per differenti situazioni e necessità quali particolari condizioni di stress e stanchezza ed in differenti avverse condizioni ambientali.
Liberare un edificio dalle barriere significa:
- Riconoscere le caratteristiche che potrebbero costituire barriere per alcune persone
- Pensare globalmente su tutta la gamma di menomazioni
- Rivedere tutto - dalla struttura al più piccolo dettaglio
- Ricerca di esperienza da parte degli utenti e imparare dagli errori

Senza barriere e quindi privo di ostacoli sono anche termini che si applicano alla accessibilità per disabili nelle situazioni in cui nei codici giuridici come le linee guida dei diritti del disabile dell'"Americans with Disabilities Act del 1990" ed in Italia nell'articolo di Legge del 5 febbraio 1992, n. 104, non siano previste o vengano specificate.

## Legislazione
- Italia - Legge 1º marzo 2006, n. 67 - Misure per la tutela giudiziaria delle persone con disabilità vittime di discriminazioni[8]
- Irlanda - Disability Act 2005[9]
- Australia - Disability Discrimination Act 1992[10]
- Francia - Loi nº2005-102 du 11 février 2005 pour l'égalité des droits et des chances, la participation et la citoyenneté des personnes handicapées[11]
- Stati Uniti - Americans with Disabilities Act of 1990 and Section 508 Amendment to the Rehabilitation Act of 1973[12][13]
- Regno Unito - Disability and Equality Act 1995, 2005 and 2010[14]